# Щуче (Мішкинський район)
Щу́че (рос. Щучье) — присілок у складі Мішкинського району Курганської області, Росія. Входить до складу Восходської сільської ради.
Населення — 1 особа (2010, 4 у 2002).